# Projet de restauration du canal d'Orléans

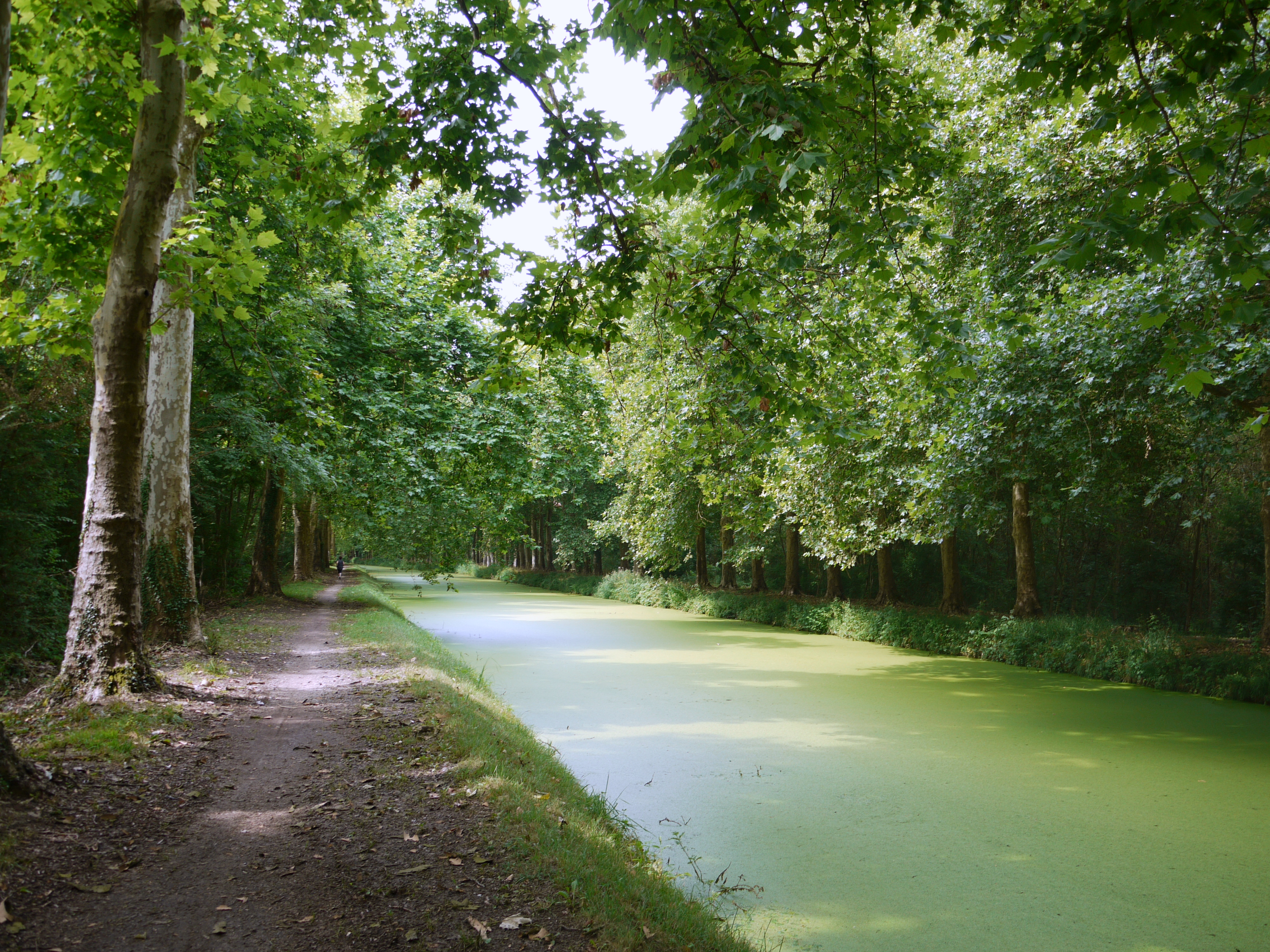
Le canal d'Orléans dans les environs de Chevillon-sur-Huillard

Le projet de restauration du canal d’Orléans décidé en 2005 par le Conseil général du département français du Loiret vise deux objectifs : offrir la possibilité de randonnées douces sur les chemins de halage du canal et ouvrir le canal à la navigation de plaisance.
Ce projet est connexe au projet « Loire trame verte » de la communauté d'agglomération Orléans Val de Loire qui prévoit entre autres d’ouvrir une voie verte et de remettre en activité le port d'Orléans.
Le coût global des travaux départementaux a été évalué dans le cadre de l'étude stratégique de 2004 entre environ 75 et 80 millions d’euros hors taxes (HT) valeur 2004 suivant le système d’écluses choisi (hors honoraires d’études et de maîtrise d’œuvre), se répartissant en 72 410 000 euros pour les travaux en eau, 2 821 000 euros pour les travaux de la voie verte et 1 075 000 euros de travaux concernant une guinguette. Les travaux sur la voie d'eau comprennent : la réfection des berges, le curage des biefs, la restauration des écluses, le renforcement de l’alimentation en eau du canal, l'intervention sur des ouvrages hydrauliques et la construction de haltes fluviales.

## Contexte
En 2005, le département du Loiret a décidé de s’appuyer sur le réseau de voies d’eau pour lancer le développement d’activités touristiques, affirmer son identité et structurer l’aménagement et le développement du territoire.
Le projet s’inscrit dans un ensemble de projets liés au triangle d’eau constitué par le canal d'Orléans, la Loire et à l’est, les canaux de Briare et du Loing. Ces projets sont, pour le canal d'Orléans, la remise en navigation, l'aménagement d’un itinéraire cyclable dans le cadre de l'Eurovéloroute no 3 sur la partie de cet itinéraire reliant l'Île-de-France à la Loire par les vallées de la Seine et du Loing, le soutien à des animations ; pour la Loire, la mise en place de la véloroute « La Loire à vélo », le soutien à la marine de Loire et à « La Caravane de Loire », un spectacle itinérant bisannuel, qui se tient en alternance avec le festival de Loire organisé par la ville d’Orléans tous les deux ans ; pour les autres canaux, le financement des travaux de restauration, l'aménagement d’itinéraires cyclables et du port de Briare.
Parallèlement la communauté d'agglomération Orléans Val de Loire poursuit son projet « Loire trame verte » engagé en 2002 lors de l’approbation du projet d’agglomération qui prévoit entre autres d’ouvrir une voie verte et de remettre en activité le port d’Orléans.

## Le projet de restauration
Le projet de restauration du canal décidé en 2005 comprend deux objectifs : offrir la possibilité de randonnées douces sur les chemins de halage du canal et ouvrir le canal à la navigation de plaisance.

### Randonnées douces
L’étude stratégique propose de créer une voie verte ouverte à toutes les circulations non motorisées sur certains tronçons du canal. Les publics qui pourraient l’emprunter seraient les piétons en promenade et en randonnée, les cyclistes en promenade et en itinérance, les patins à roulettes (essentiellement en zone périurbaine) ou les usagers en fauteuils roulants.
Le projet initial prévoit l’aménagement dans un premier temps des deux sections suivantes : de Combleux à Fay-aux-Loges sur le versant Loire d’une part, dans le prolongement du projet « Loire trame verte », et de Châlette-sur-Loing au site de Grignon à Vieilles-Maisons-sur-Joudry d’autre part, en connexion avec la voie verte de l’est du Loiret projetée par le groupement constitué par l’agglomération montargoise et rives du Loing, le PETR Gâtinais montargois et le syndicat mixte du pays du Giennois.
Par ailleurs le fait de disposer de deux chemins séparés (halage et contre halage) permettrait de séparer certains types d’usagers des autres. Pêcheurs, cavaliers et randonneurs souhaitant rester à l’écart de la circulation des cyclistes et patins à roulettes pourraient ainsi être orientés sur le côté opposé à la voie verte.

### Navigation fluviale

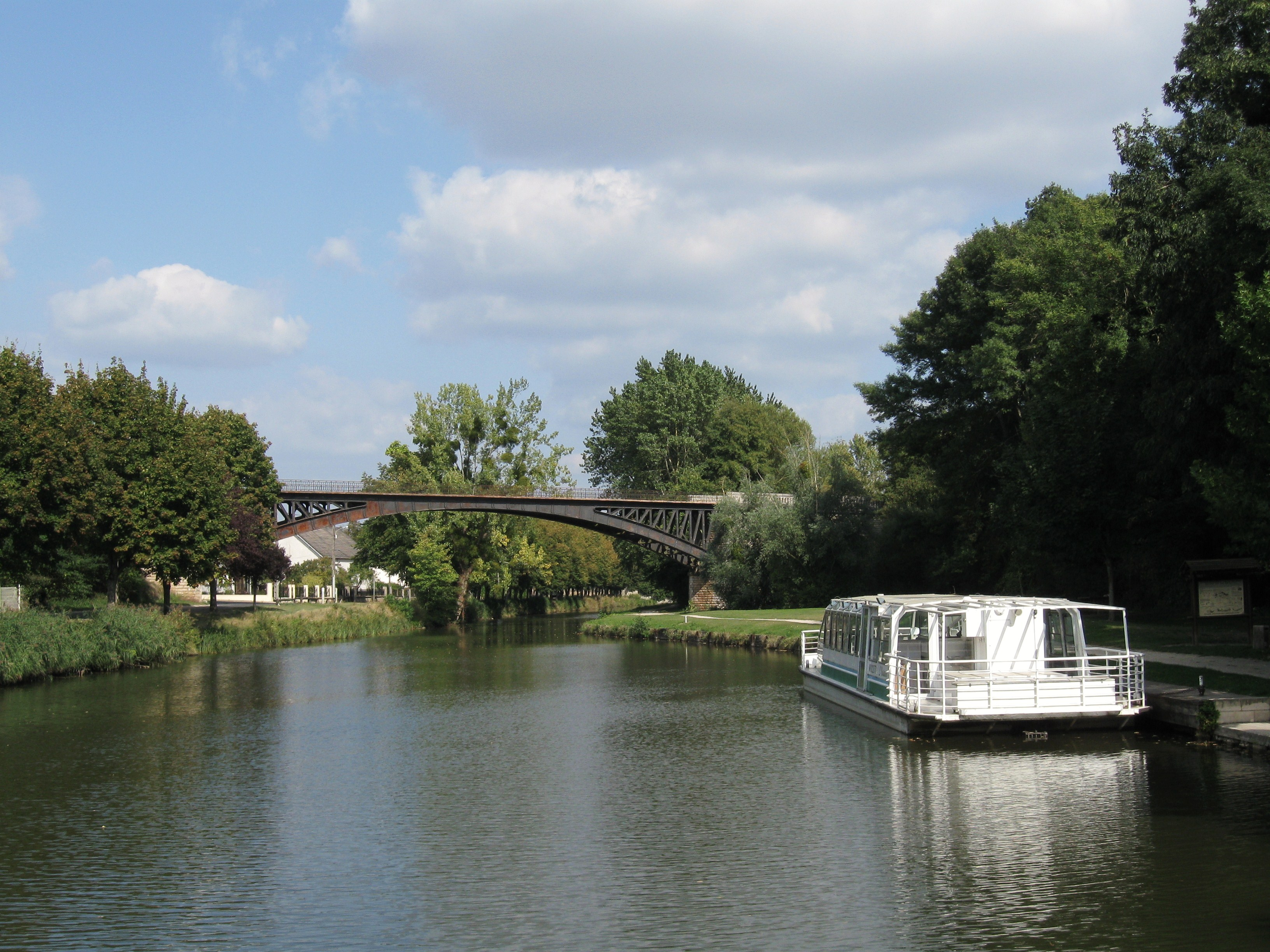
Le bateau-promenade l'Oussance dans le bief de Pont-aux-Moines à Mardié

L’objectif en matière de navigation de plaisance est d’ouvrir le canal aux bateaux de plaisance (navigateurs propriétaires et loueurs) et d’étendre le circuit des bateaux-promenades.

#### Les bateaux-promenades
Le bateau-promenade « L’Oussance » a navigué, des années 1990 aux années 2010, entre Combleux et Fay-aux-Loges sur des circuits aller-retour Fay-aux-Loges - Mardié et Mardié - Combleux,,. En 2020, « L’Oussance » est revendu pour être exploité dans le département de la Charente.
À court terme (2012), le bateau-promenade le « Ville de Châlette » et d’éventuels privés pourraient remonter le canal d'Orléans, après restauration du bief de Buges à Châlette-sur-Loing.

#### Les bateaux de plaisance
Les propriétaires de bateaux pourront emprunter le canal et profiter des infrastructures portuaires existantes à Montargis et à Orléans. Des loueurs de bateaux pourront également s’installer sur les canaux du Loing et de Briare, qui disposeraient ainsi d’un réseau de navigation plus vaste, ou dans le port d'Orléans.
Pour cette ouverture à la navigation, il sera souhaitable d’offrir aux navigateurs des haltes fluviales toutes les trois à quatre heures de navigation (avec eau, électricité et carburant), des commerces aux abords des haltes, des visites à effectuer à partir des haltes, d’une présence humaine destinée à encadrer la manipulation des écluses, sécuriser les usagers et informer sur les possibilités de visite.

#### Exigences techniques
Les exigences liées à la remise en navigation du canal imposent le gabarit suivant sur le canal : une hauteur d’eau minimale de 1,40 mètre, correspondant à un tirant d’eau de 1,20 mètre et 0,20 mètre de pied de pilote et une largeur de canal en plafond de 8 mètres au minimum.

### Accompagnement touristique
L’ouverture à la navigation et aux randonnées nécessitera la mise en place d’équipements ou d’activités touristiques pour rendre le circuit attractif. En sus des panneaux d’information touristique et des plaques d’écluses en place, l’étude stratégique réalisée en 2004 prévoit d’implanter des panneaux spécifiques à la voie verte et aux nouveaux équipements. Elle propose également de transformer l’usine élévatoire (dite usine électrique) à Fay-aux-Loges en équipement d’accueil, de loisirs, de restauration, de médiation culturelle et d’animation. Un espace muséographique pourrait en particulier y être installé. Les sites de Grignon et de l’étang de la Vallée pourraient aussi voir leurs activités se diversifier.

## Le programme de travaux
Le coût global des travaux de ce projet a été évalué dans le cadre de l'étude stratégique de 2004 entre environ 75 et 80 millions d’euros hors taxes (HT) valeur 2004 suivant le système d’écluse choisi (hors honoraires d’études et de maîtrise d’œuvre), se répartissant en 72 410 000 euros pour les travaux en eau (avec écluses manuelles, ou 76 210 000 avec des écluses automatiques), 2 821 000 euros pour les travaux de la voie verte et 1 075 000 euros de travaux concernant la guinguette. Les travaux sur la voie d'eau comprennent : la réfection des berges, le curage des biefs, la restauration des écluses et le renforcement de l’alimentation en eau du canal, l'intervention sur des ouvrages hydrauliques et la construction de haltes fluviales.

### Réfection des berges
Les berges du canal ont une hauteur généralement comprise entre 0,5 et 1 m. Elles sont caractérisées par une forte pente, notamment au droit du niveau de batillage et sont affectées de nombreux désordres de type érosion ou affouillement. Elles sont en outre généralement colonisées par une végétation de type herbes rases ou par des massifs. Les arbres et arbustes ne s’y développent pas.
Des protections de berges existent avant réhabilitation, mais sont peu nombreuses. Elles concernent environ 10 % du linéaire du canal. Certaines berges, surtout à l’abord d’écluses, sont protégées par une protection en béton ou en pierre qui recouvre le talus sur toute sa hauteur, recouverte ou non de végétation. Ce type de protection est peu fréquent. D’autres berges ont par ailleurs des protections en pied, appelées tunages. Il s’agit d’éléments verticaux (palplanches, pieux en bois ou en acier ou palplanches associés à des planches de bois) fichés dans le terrain qui retiennent des éléments placés horizontalement au niveau du batillage pour limiter l’érosion associée,.
La remise en navigation risque d’entraîner une dégradation des berges avec le batillage des bateaux qui pourrait les dégrader et par voie de conséquence dégrader aussi la voie verte ou les chemins de randonnées. Lors du passage d'un bateau, deux effets se succèdent et constituent le batillage : un abaissement rapide du plan d’eau (effet de la proue) qui vient entraîner les matériaux en contact avec l’eau et situés en haut de berge vers le bas, puis une vague générée par l’embarcation qui vient se réfléchir sur le haut de berge. Les contraintes appliquées dépendent du type d’embarcation et de sa vitesse.
Ceci serait susceptible d’entraîner des risques pour les promeneurs, des difficultés d’accostage pour les bateaux, des contraintes pour l’entretien et pourrait engendrer des fuites préjudiciables à l’alimentation en eau du canal. Ce ne sont pas moins de 39 km de bief qui sont concernés, soit 78 km de berges, dont 23 km seraient à reprendre, d’après l’étude stratégique. Différents scénarios d’aménagement ont été étudiés dans l’étude hydraulique de 2008 selon le pourcentage de berges que l’on souhaite rendre accostables et selon la règlementation qui pourrait être retenue pour la vitesse des bateaux (vitesse limitée entre 4 et 6 km/h ou non).
Le coût des travaux de réfection de berges était estimé dans l'étude stratégique initiale à 43 450 000 euros HT en valeur 2004, soit 58 % du coût des travaux sur la voie d'eau.

### Curage des biefs
Le curage des biefs, particulièrement envasés, est nécessaire avant la remise en navigation de manière à garantir le rectangle de navigation nécessaire (tirant d’air et tirant d’eau), tout en évitant de trop curer ce qui pourrait avoir pour effet d’engendrer des fuites.

Volume linéaire de vases à curer sur le canal d'Orléans

Le taux d’envasement du canal a été reconnu par sondeur bathymétrique dans le cadre de l’étude hydraulique de 2008. La technique à mettre en œuvre pour le curage dépend de la quantité, de la qualité des boues et de la nature des matériaux. Il pourra s'agir d'un curage mécanique consistant à extraire les matériaux à l'aide d'engins à godets qui opèrent soit depuis les berges (pelles mécaniques hydrauliques), soit depuis la surface (pelle sur pontons, dragues à bennes preneuse…), soit encore directement depuis le fond du canal. Le curage hydraulique utilisant des pompes centrifuges aspirant le mélange eau-sédiment pourra aussi être employé.
Le volume total des boues à curer était estimé à 400 000 m3 dans l'étude stratégique de 2004, pour un coût des travaux de 22 300 000 euros HT, soit 30 % du coût global des travaux sur la voie d'eau. L’hypothèse sur le volume à curer (2/3 du linéaire sur un mètre de profondeur, excepté pour les biefs de Combleux à Fay-aux-Loges) restait toutefois à préciser.
Les études bathymétriques fines faites dans le cadre de l'étude hydraulique de 2008, conjuguées avec une limitation de la profondeur draguée dans le bief de partage, conduiraient à des volumes plus faibles. Le volume total serait désormais de 247 000 m3 se répartissant en 111 000 m3 à court terme (Loire : 22 200, Seine : 88 700) et 136 000 m3 à moyen terme (Loire : 47 000, Bief de partage : 84 000, Seine : 6 000). Le coût devrait en être réduit consécutivement.

### Restauration des écluses

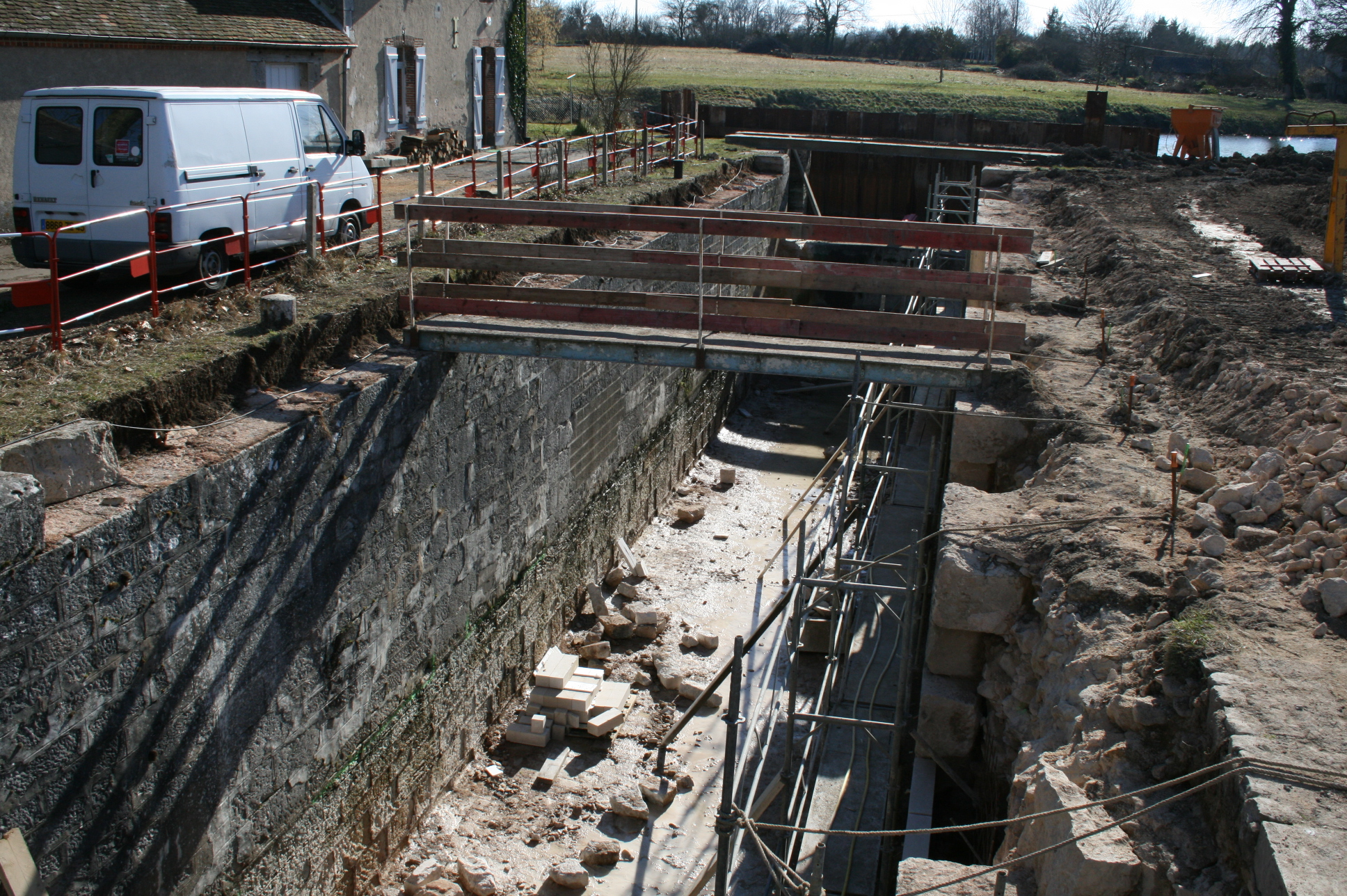
Écluse du bas de Grignon en cours de restauration, Coudroy, février 2009

La restauration d’un grand nombre d’écluses et d’ouvrages hydrauliques est nécessaire pour pouvoir naviguer de bief en bief. L’étude stratégique de 2004 estime qu’à court terme les priorités sont la réfection de l’écluse de Combleux afin de permettre la liaison depuis Orléans jusqu’à Fay-aux-Loges et celle des écluses situées entre le bief de Buges et le site de Grignon (écluse du Bas de Grignon, écluse du Hateau, écluse de Choiseau, écluse de la Chaussée, écluse de la Vallée, écluse de Rougemont, écluse de Chailly, écluse de Chancy, écluse de Marchais Clair, écluse de Machot, écluse de la Folie, écluse de Ste-Catherine).
Dix écluses seraient ensuite à reprendre à moyen terme dans le but de raccorder les deux tronçons effectués à court terme. Le coût des travaux de réfection des écluses et des travaux hydrauliques est globalement estimé à 3 500 000 euros HT en 2004, soit 5 % du coût global.

### Renforcement de l’alimentation en eau du canal
L’alimentation en eau du canal repose sur le réseau historique dont les fonctionnalités ne sont que partielles. La ressource est égale à la somme des apports diminuée des pertes. Les apports en eau sont constitués des débits naturels des bassins versants, des volumes mobilisables sur les étangs et des pluies directes sur les étangs et les biefs. Les pertes sont la somme des volumes perdus par évaporation sur les étangs et sur les biefs et des fuites.
L’étude hydraulique de 2008 a affiné l’étude stratégique de 2004 et envisage un premier scénario à moyen terme (2020) de 1 000 bateaux par an, soit 200 bateaux par mois en période estivale. Pour ce scénario, le bilan hydrologique est négatif et un  apport de 982 000 m3 est nécessaire. Pour un scénario à moyen terme de 500 bateaux par an, le volume nécessaire ne serait plus que de 480 000 m3. Ainsi, sans aménagement, il n’est pas possible d’envisager une remise à la navigation du canal d'Orléans à moyen terme.
Le scénario à court terme (2012) est quant à lui équilibré car d’une part les besoins en sassées sont plus de trois fois inférieurs à ceux relatifs au scénario moyen terme, et d’autre part les eaux contenues dans le bief de partage, renouvelables en hiver, sont disponibles en été.

### Restauration des ouvrages hydrauliques
Plusieurs ouvrages limitent le tirant d’air disponible. Les trois principaux obstacles sont les suivants :
- une canalisation traversante à l’écluse de Combleux : en aval immédiat de la porte aval de l’écluse de Combleux, une canalisation d’assainissement d'eaux usées[7] traverse le sas à environ 1,60 m au-dessus du niveau d’eau. Ce réseau limite le tirant d’air au passage de l’écluse et n’autorise alors pas la navigation[C 10] ;
- le pont tournant de Combleux[D 4] : cet ouvrage est situé à environ 200 m en amont de l’écluse de Combleux. Construit en 1913, son tablier bois est remplacé en 1953 par un tablier en béton coulé sur la structure métallique. Des réseaux traversant ont été ajoutées à l’ouvrage. Les poutres métalliques sont corrodées. Cet ouvrage n’est pas manœuvrable en l’état et nécessite des travaux importants de réhabilitation et de remplacement des structures[C 10] ;
- une canalisation traversante au pont de Vitry-aux-Loges : le pont offre un tirant d’air d'environ 2,70 m et une canalisation d’assainissement traverse le canal à environ 1 m au-dessus du niveau d’eau[C 10].

Par ailleurs environ 40 ouvrages sur 130 à restaurer sur l’ensemble du canal (arrivées d’eau, déversoir…). L'intervention sur les ouvrages est estimée en 2004 à 960 000 euros.

### Haltes fluviales
L'implantation de haltes fluviales est nécessaire pour subvenir aux besoins essentiels de la navigation : carburant, eau (chargement en eau propre et vidange des eaux grises), électricité. Les navigateurs doivent bénéficier d'une halte tous les trois à quatre heures de navigation. L'intérêt de ces haltes est également économique à l'échelle locale. En effet, le développement de commerces et l'élaboration de « produits de visite » seront justifiés du fait de la fréquentation prévisible du site du canal d'Orléans par les plaisanciers.
Le parcours du canal d’Orléans nécessite environ vingt heures de navigation. Vu que la navigation est pratiquée de 9 h à 12 h puis de 14 h à 18 h, et si l’on compte deux à trois heures de visites quotidiennes, on obtient des journées de quatre à cinq heures de navigation. Il faudra donc compter quatre jours environ pour parcourir le canal d’Orléans, ce qui nécessite trois arrêts minimum à prévoir entre Orléans et la jonction aux canaux du Loing et de Briare. Quatre haltes fluviales sont ainsi proposées dans l’étude stratégique de 2004 : Chailly, Grignon, Combreux et Fay-aux-Loges, pour un montant de 960 000 euros.

### Programmation des travaux
Globalement, le coût du projet est arrêté à 80M € HT valeur 2004 et hors coûts de maîtrise d’œuvre.
| Période     | Versant             | Tronçon                  | Longueur | Travaux | Navigabilité |
| ----------- | ------------------- | ------------------------ | -------- | --- | ------------ |
| Court terme | Ouest versant Loire | Fay-aux-Loges – Combleux | 21,5 km  | deux écluses restaurées, navigation opérationnelle (à Combleux : une écluse et le pont tournant à restaurer pour rejoindre Orléans ainsi qu'une écluse à restaurer pour entrer en Loire) | dès 2005     |
| Court terme | Est versant Seine   | Grignon – Châlette       | 26,5 km  | 13 écluses dont : 11 restaurées et deux à réviser (Choiseau, La Chaussée) | 2010-2012    |
| Moyen terme | Est versant Loire   | Fay-aux-Loges – Grignon  | 30,7 km  | 10 écluses à rénover | 2020         |

## Travaux réalisés

### Bief d’Orléans
Les travaux visant à une remise en ouverture en 2012 ont été entrepris dès 2005. Ainsi la reconstruction du mur digue sur le bief Combleux-Orléans est-elle entreprise dès le printemps 2005. Le montant initial était estimé à 3 000 000 euros.
La remise en eau de la partie comblée du canal d’Orléans et la création d’un port fluvial sont entrepris par la communauté urbaine orléanaise en 2006. Le coût est estimé à 4 150 000 euros TTC se répartissant à parts égales entre l’État français, la Région Centre, le Département et la communauté d'agglomération d'Orléans.
L’inauguration et le franchissement de la nouvelle écluse d’Orléans par les premiers bateaux depuis plus de 50 ans a lieu le samedi 23 septembre 2007. Les bateaux vont s’amarrer sur le nouveau port mis en service.

### Écluses entre Chevillon-sur-Huillard et le bief de Buges
Un premier appel d'offres de travaux a été lancé en 2007. Il comprenait la réfection des écluses de Chailly, de Rougemont et de la Vallée, la reprise des berges des biefs de Rougemont et de la Chenetière et des travaux de maçonnerie sur les déversoirs de Combleux et du bief de la Chaussée.
Les travaux sur les écluses comprenaient la remise en place des portes amont et aval et de leur système d’ouverture, la réparation des bajoyers, avec en particulier des injections de béton derrière dans les pierres des bajoyers afin de stopper les infiltrations, la mise en place d’équipements spécifiques (échelle de descente dans le sas de l’écluse, échelle hydrographique en amont et en aval de l’écluse). Ils se sont terminés en août 2008. Le lot « restauration des berges » a été terminé en janvier 2008 et le lot maçonnerie, qui a d’abord fait l’objet d’un marché infructueux, a été achevé en novembre 2007.
Un deuxième appel d’offres de travaux a été lancé en 2008 comprenant trois lots. Le premier concerne la restauration de trois écluses (Bas-Grignon, Hateau et Pont-aux-Moines) et de la vanne de l’étang de la Noue Mazonne. Le deuxième est relatif à des travaux de restauration des ouvrages hydrauliques concernant sept sites : six déversoirs ou arrivées d’eau sur le canal d’Orléans (communes de Fay-aux-Loges, Chailly-en-Gâtinais et Chevillon-sur-Huillard) et un déversoir sur la rigole de Courpalet. Enfin le troisième concerne des travaux de réfections de berges et de cheminements répartis sur cinq sites : Vitry-aux-Loges, Coudroy, Chailly-en-Gâtinais pour le Canal d’Orléans et Vieilles-Maisons-sur-Joudry et Lorris pour la rigole de Courpalet
Ces travaux sont réalisés en 2009. Pour achever la réalisation des travaux nécessaires à l'ouverture de la navigation dans le cadre du « scénario à court terme », c'est-à-dire la remise en navigation entre Combleux et Fay-aux-Loges et entre Grignon et Chalette-sur-Loing  vers 2012, tel qu’il ressort de l’étude stratégique de 2004, et compte tenu de ces travaux déjà réalisés, il reste à entreprendre des opérations de restauration de berges, de curage des biefs, des opérations de restauration des ouvrages hydrauliques, des aménagements d'accompagnement de la navigation (aires de retournement pour les bateaux, haltes fluviales) et la restauration des écluses de la Patache et de l’Embouchure à Combleux.

### Réfection du bief de Buges
Les travaux de réfection du bief de Buges ont été réalisés par la communauté d’agglomération de Montargis en 2006-2007. Leur coût était estimé en 2004 à 365 000 euros HT, avec un financement du département à hauteur de 30 %.

## Gestion et exploitation du canal restauré
Pour exploiter cette infrastructure rénovée, il conviendra de définir la nature de la structure qui gèrera la navigation sur le canal (actuellement six acteurs distincts). L’étude stratégique de 2004 examine trois hypothèses : gestion par le conseil général du Loiret, par le syndicat mixte existant ou par un groupement d’intérêt public à créer.
Le maître d’ouvrage pour l’aménagement des infrastructures requises pour la commercialisation et la navigation devra aussi être défini. L’étude stratégique propose différentes solutions selon la nature des équipements ou infrastructures.
L’ouverture à la navigation induit également la mise en place d’une police de navigation et d’une structure chargée de l’appliquer. Des moyens (humains et techniques) devront aussi être affectés à l’exploitation du canal. Parallèlement devront être définies les infrastructures touristiques connexes (hébergements, activités de loisirs…) et le mode de gestion de celles-ci. Cette dynamique devra mobiliser l’ensemble des acteurs locaux (collectivités, associations, entreprises).

## Pour approfondir